# La Chasse au bois hanté
La Chasse au bois hanté è un cortometraggio muto del 1909 diretto da Louis Feuillade.

## Produzione
Il film fu prodotto dalla Société des Etablissements L. Gaumont

## Distribuzione
Nelle proiezioni, veniva programmato con il sistema dello split reel, accorpato in un'unica bobina con un altro cortometraggio, dal titolo inglese Towser's New Job.
Distribuito dalla Société des Etablissements L. Gaumont, uscì nelle sale cinematografiche francesi nel 1909. Venne distribuito dalla Kleine Optical Company anche negli Stati Uniti l'11 gennaio 1911 con il titolo Shooting in the Haunted Woods.